# بر فراز آسمان (ترانه ایمجین درگنز)
«بر فراز آسمان» (انگلیسی: On Top of the World) ترانه‌ای است که توسط گروه موسیقی راک آمریکایی ایمجین درگنز برای اولین آلبوم چندآهنگه رسمی‌شان، ای‌پی سکوت پیوسته (۲۰۱۲) ضبط شده‌است. این ترانه همچنین در آلبوم دیدهای شبانه (۲۰۱۲) حضور داشت. ترانه در ۱۸ مارس ۲۰۱۳ به‌عنوان یک تک‌آهنگ منتشر شد.